# Charles Bouillaud
Charles Louis Bouillaud, född 11 maj 1904 i Nointot, Normandie, död 12 juni 1965 i Paris, var en fransk skådespelare.

## Roller i urval
- 1938 – Hotel du Nord
- 1952 – De smygande stegen
- 1955 – Hett om öronen
- 1957 – Ariane
- 1957 – Drömmarnas gränd
- 1957 – Våldets väg
- 1959 – Luffarkavaljeren
- 1960 – Baronen lever högt
- 1960 – Sanningen
- 1961 – En man kom tillbaka
- 1961 – Falskmyntarna
- 1962 – Ställd mot väggen